# Конрад X фон Бойнебург-Бемелберг
Конрад X фон Бойнебург-Бемелберг ’Млади’ (на немски: Konrad X von Boyneburg-Bemelberg 'der Jüngere'; * ок. 1531; † 16 април 1591 при Троа, Гранд Ест, Франция) от род „Бойнебург“ от Хесен, е имперски фрайхер на Бемелберг и Хоенбург, господар на Хоенбург в Горен Пфалц, Еролцхайм, Марк Бисинген в Бавария и в Австрия и имперски генерал.

## Живот
Той е син на Конрад IX фон Бойнебург (1494 – 1567) и съпругата му Сузана фон Нойхаузен († сл. 1535), дъщеря на Йохан фон Нойхаузен и Осана фон Нойхаузен. Брат е на Мария Магдалена фон Бойнебург († 1578), омъжена за Кристоф фон Папенхайм-Хоенрайхен-Вертинген († 1566), на Анна фон Бойнебург, омъжена за Михаел фон Велден. Внук е на Райнхард IV фон Бойнебург и Катарина фон Бранденщайн († сл. 1512).
Баща му Конрад е водач на наемните войници-пехотинци при Карл V и губернатор на Горна Австрия.
През 1568 г. Конрад X купува малкото Господство Хоенбург-Бисинген и въвежда геген-реформацията. През 1571 г. той и наследниците му са издигнати на имперски фрайхер/барони от император Максимилиан II.
Конрад X е убит на 16 април 1591 г. в битката при Троа. През 1594 г. фамилията му купува имението и дворец Еролцхайм в Горна Швабия, който до измирането на мъжката линия със смъртта на Алойз фон Бьомелберг през 1826 г. остава главна резиденция на фамилията.

## Фамилия
Първи брак: през 1551 г. с графиня Катарина фон Хелфенщайн (* 11 август 1532; † 24 февруари 1578, Бисинген), дъщеря на граф Улрих X фон Хелфенщайн (1486 – 1548) и графиня Катарина фон Валдбург-Зоненберг (1495 – 1563). Те имат две деца:
- Конрад XI фон Бемелберг ’Млади’ (1552 – 1618), фрайхер, женен I. на 11 ноември 1577 г. в Бисинген за графиня Сибила фон Шварценберг (* 12 юли 1557; † 1586), II. на 11 юли 1588 г. в Аугсбург за графиня Анна Мария Фугер-Кирхберг-Вайсенхорн (* 5 април 1563; † 4 юни 1592)
- Катарина фон Бемелберг (* 1558; † 11 юни 1612, Зефелд), омъжена на 10 юли 1576 г. в Маркт Бисинген за фрайхер Евстах фон Тьоринг-Зеефелд (* 1555; † 16 ноември 1615, Зефелд)

Втори брак: на 22 септември 1579 г. в Щауфен с фрайин Юстина фон Щауфен († 7 януари 1626), дъщеря на фрайхер Антон фон Щауфен. Бракът е бездетен.
Вдовицата му Юстина фон Щауфен се омъжва втори път 1593 г. за феайхер Марквард фон Кьонигсег-Аулендорф († 27 август 1626).